# Esomus malayensis
Esomus malayensis är en fiskart som beskrevs av Ahl 1923. Esomus malayensis ingår i släktet Esomus och familjen karpfiskar. Inga underarter finns listade i Catalogue of Life.